# Ramón Méndez Estrada
José Ramón Méndez Estrada (Morelia, Michoacán, 29 de enero de 1954 - ibídem, 13 de mayo de 2015) fue un poeta, periodista, ensayista y académico mexicano.
Fue cofundador e integrante del movimiento infrarrealista junto con su hermano Cuauhtémoc Méndez Estrada, Mario Santiago Papasquiaro, Roberto Bolaño y José Vicente Anaya, entre otros. Fueron con su hermano grandes amigos de Mario Santiago, quien en su juventud durante la época del infrarrealismo, a mediados de 1970, se fue a vivir con ellos a la colonia San Rafael de México, D. F.
Méndez fue también un activista de izquierdas. Junto con su hermano Cuauhtémoc y Jorge Hernánez, alias «Piel Divina», otro infrarrealista, fueron militantes en la Liga Socialista, heredera de la Liga Leninista Espartaco, fundada por José Revueltas en 1960. A mediados de los años 1970, Ramón y su hermano estaban fichados por la policía.
Después de la disolución del infrarrealismo con la partida de Bolaño, Mario Santiago y Montané al extranjero, con su hermano regresaron a su ciudad natal, Morelia, donde se dedicaron al periodismo y también durante un tiempo ejercieron de panaderos.
En la galardonada novela de Roberto Bolaño Los detectives salvajes (1998), Méndez es representado con el nombre de Pancho Rodríguez, mientras que su hermano asume el nombre de Moctezuma.
Según palabras del propio Ramón Méndez meses antes de morir, existe una novela inédita de nombre Azúcar Amarga que constituye "la verdadera historia" narrada en Los detectives salvajes. Pese a que en su momento el propio Jorge Herralde manifestó interés por la novela, la muerte de Ramón Méndez frenó cualquier acercamiento y la novela, aún inédita y escrita en máquina de escribir, estaría hoy en manos de los hermanos de Ramón.

## Obra poética
La obra poética de Méndez es la siguiente:
- La edad dorada
- Zona de tolerancia
- La vida de Ginés Pérez
- Tonadas ágiles para sonreír en voz alta
- La canción del macizo
- Al amanecer de un día dos lagartija (Al Este del Paraíso, México, D. F.)[6]